# DR3
Pour les articles homonymes, voir DR3 (homonymie).
DR3 est une web TV publique danoise appartenant à la société DR.

## Historique de la chaîne
Le 28 janvier 2013 à 20 heures, DR lance une nouvelle chaîne de télévision, DR3. Elle remplace DR HD, une chaîne créée en 2009 qui diffusait des programmes en haute définition.
Depuis janvier 2020, la chaîne DR3 n'est plus une chaîne de télévision mais uniquement un service proposant des contenus en ligne à destination des jeunes adultes.

### Identité visuelle (logo)

Logo de DR3 du 1er février 2013 à 2017.
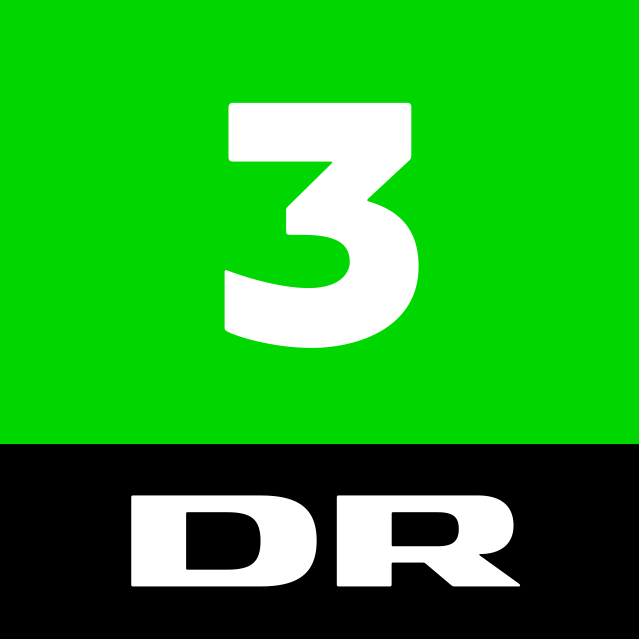
Logo de DR3 de 2017 au 2 janvier 2020.
Logo de DR3 depuis le 2 janvier 2020.

## Programmes
La chaîne a pour cible les téléspectateurs âgés entre 15 et 39 ans. Elle est centrée sur le divertissement à travers la fiction, l'humour, la musique, la science, et le sport.

## Organisation

### Financement
Tout comme de nombreuses autres chaînes de télévision publiques en Europe, DR3 est entièrement financée par la redevance, et aucune coupure publicitaire ne vient plus interrompre ses programmes. 

## Diffusion
Diffusée dans l'ensemble du pays par voie hertzienne, câble et satellite, elle peut également être reçue dans le sud de la Suède et en Schleswig-Holstein, dans le nord de l'Allemagne.